# مراقبت سلامتی در ایتالیا

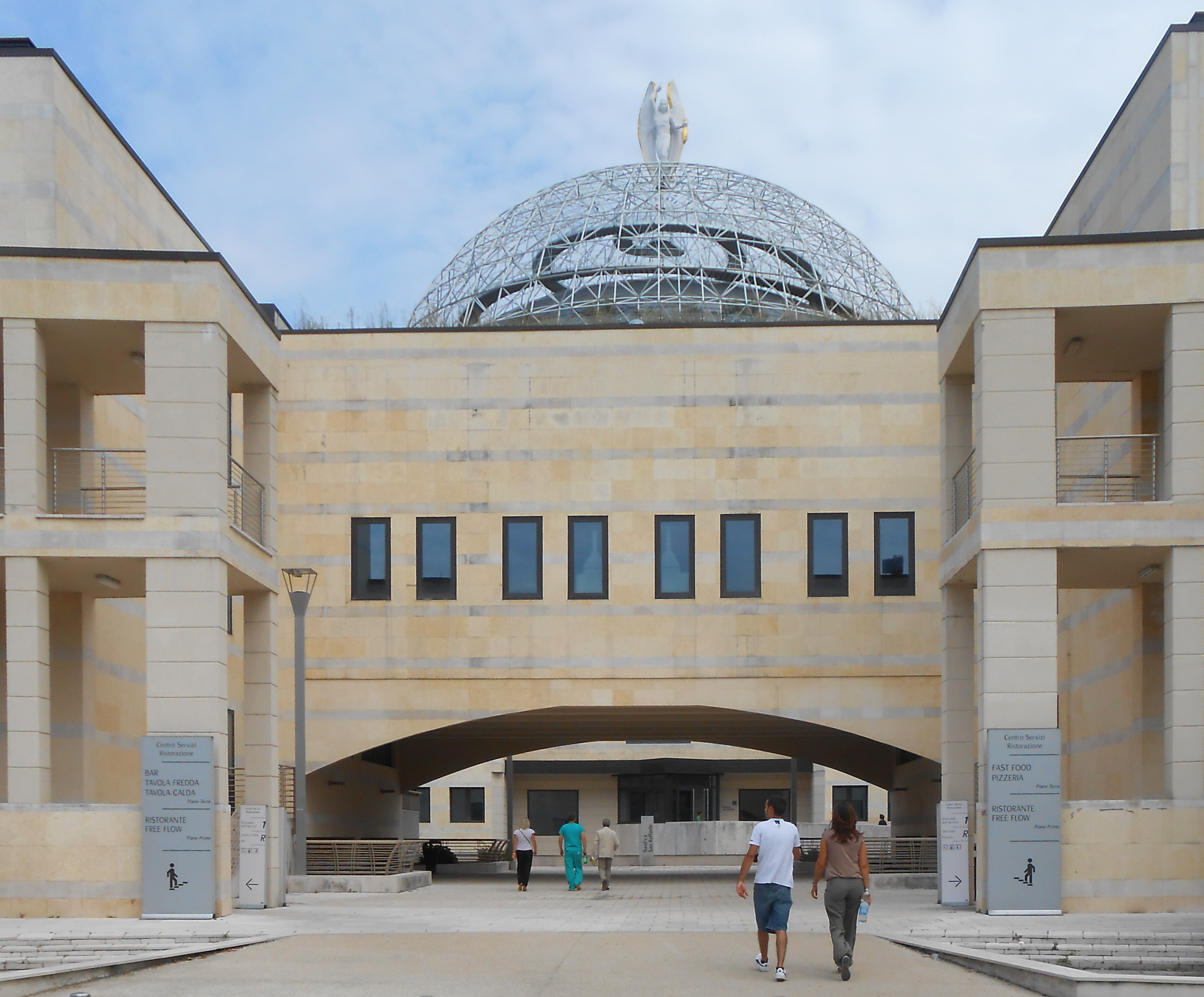
بیمارستان سن رافائله در میلان.

هزینه کرد مراقبت سلامت (سرانه در حدود $۳٬۲۰۰) که ۷۷٪ از آن از سوی دولت انجام می‌شود، ۹٫۲٪ از جی دی پی ایتالیا را در سال ۲۰۱۲ به خود اختصاص داد که اندکی کمتر از میانگین ۹٫۳٪ در کشورهای عضو سازمان همکاری و توسعه اقتصادی است. در سال ۲۰۰۰ نظام مراقبت سلامت ایتالیا از سوی سازمان جهانی بهداشت در جایگاه دوم جهان پس از فرانسه رتبه‌بندی شد. بنا بر سازمان جهانی بهداشت، ششمین امید به زندگی طولانی در جهان را دارد.در سال ۲۰۱۲ امید به زندگی در ایتالیا ۸۲٫۳ بود که دو سال از میانگین OECD بیشتر است.